# كلاوس كينكل
كلاوس كينكل (بالألمانية: Klaus Kinkel) [مواليد 17 كانون الأول 1936] محامي وسياسي ألماني في الحزب الديمقراطي الحر الليبرالي (الحزب الديمقراطي الحر). شغل منصب وزير العدل الاتحادي (1991-1992)، وزير الخارجية (1992-1998) ومنصب نائب مستشار ألمانيا (1993-1998) في حكومة هيلموت كول. وكان أيضا رئيس الحزب الديمقراطي الحر من عام 1993 إلى عام 1995. في السابق، كان رئيسا لجهاز المخابرات الاتحادية (1979-1982).
كوزير للخارجية، تولى كينكل موقف واضح لوضع حد للفظائع التي ارتكبت خلال الحروب اليوغوسلافية في التسعينات، واقترح إنشاء المحكمة الجنائية الدولية ليوغوسلافيا السابقة.

## حياته ومهنته

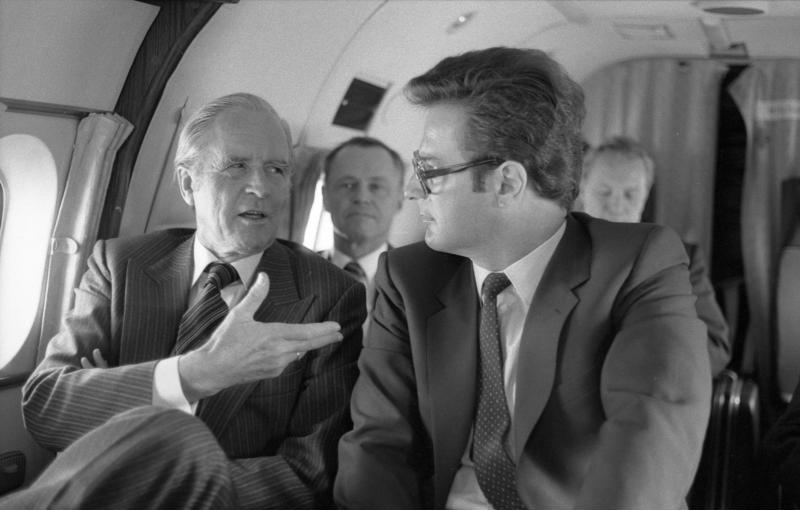
الرئيس الاتحادي كارل كارستينز يزور جهاز المخابرات الفيدرالية في بولاخ.

ترعرع كلاوس كينكل في هيشنغن. كان والده طبيباً في الطب الباطني. بعد نيله شهادة الباكالوريوس عام 1956 درس العلوم القانونية في جامعات توبنغن، بون، وكولونيا. اشتغل بين عامي 1970 و1974 كسكرتير شخصي لدى وزير الداخلية الاتحادي هانز ديتريش غينشر وأخيراً كرئيس مكتب الوزير. بعد خروجه من منصب وزير الخارجية الاتحادي عام 1998 أصبح يعمل محامي.
منذ عام 1991 وهو عضو في الحزب الديمقراطي الحر. أصبح رئيساً للحزب بين عامي 11 يونيو 1993 إلى غاية 10 يونيو 1995. كان بين عامي 1994 و2002 عضواً في البرلمان الألماني.
كلاوس كينكل متزوج ولديه ثلاثة أولاد، بينهم ابنة توفيت في حادث سير.

## وصلات خارجية
- كلاوس كينكل على موقع مونزينجر (الألمانية)
- كلاوس كينكل على موقع إن إن دي بي (الإنجليزية)

- سيرة ذاتية من موقع البوندستاغ (باللغة الألمانية)